# Commandant Blaison
Pour les articles homonymes, voir Blaison (homonymie).
Le Commandant Blaison est un aviso de type A69 classe d'Estienne d'Orves, reconverti patrouilleur de haute-mer de la Marine nationale française. Son indicatif visuel est F793. Sa ville marraine est Lapalisse. Il est baptisé du nom du capitaine de frégate Georges Louis Nicolas Blaison, officier de marine français s’étant illustré lors de la seconde guerre mondiale au sein des Forces Navales Françaises Libres, et disparu tragiquement en 1942 alors qu'il commandait le croiseur sous-marin Surcouf.

## Missions
La vocation principale de l'aviso est la lutte anti-sous-marine en zone côtière.
Désormais, il assure de nombreuses missions telles que :
- Soutien aux forces sous-marines stratégiques
- Surveillance des approches maritimes
- Surveillance maritime outre-mer
- Service public (sauvetage, police des mers)

## Service actif

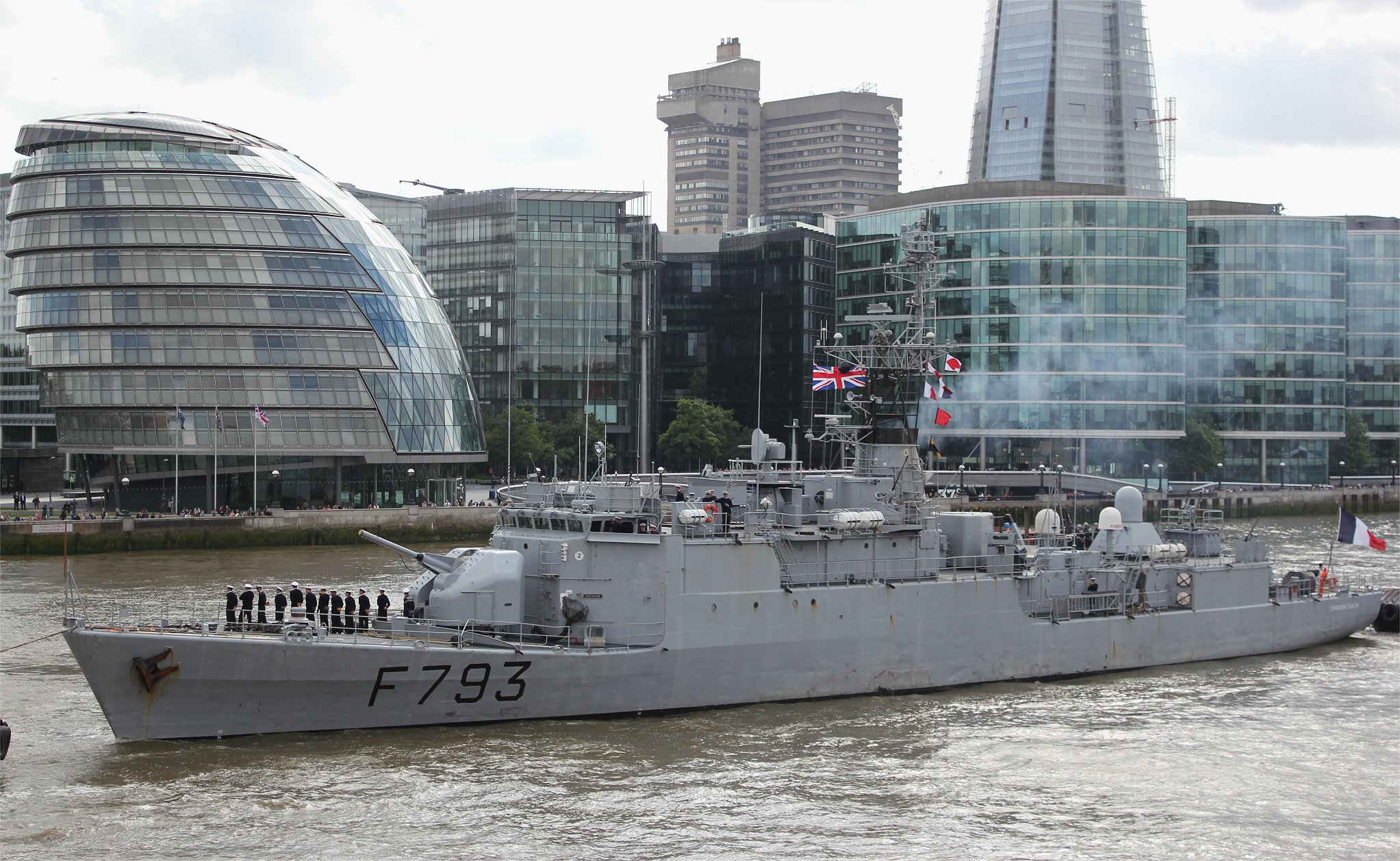
Aviso "Commandant Blaison" au départ de Londres le 21 juin 2011.

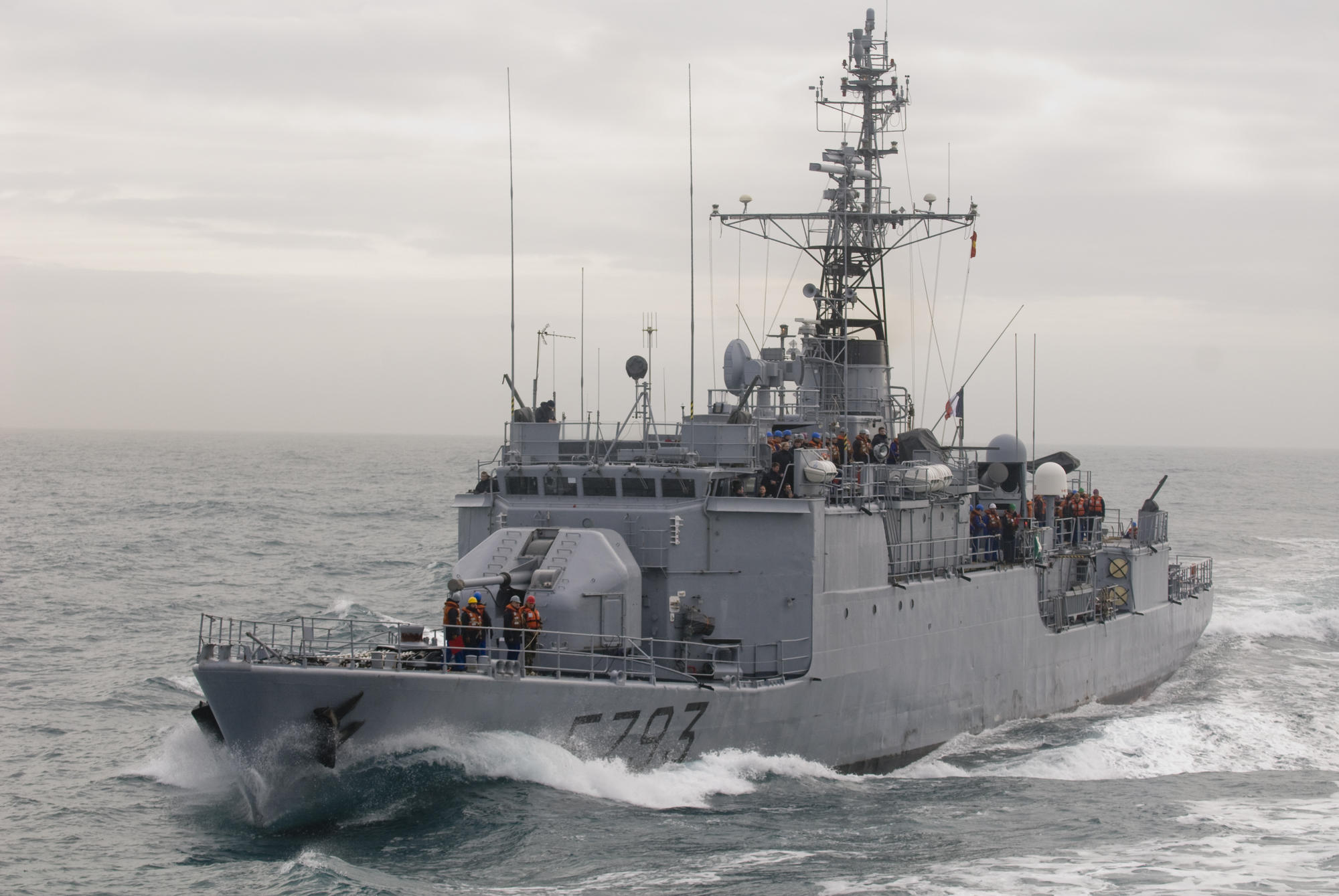
Aviso "Commandant Blaison" en patrouille au large des côtes Atlantique.

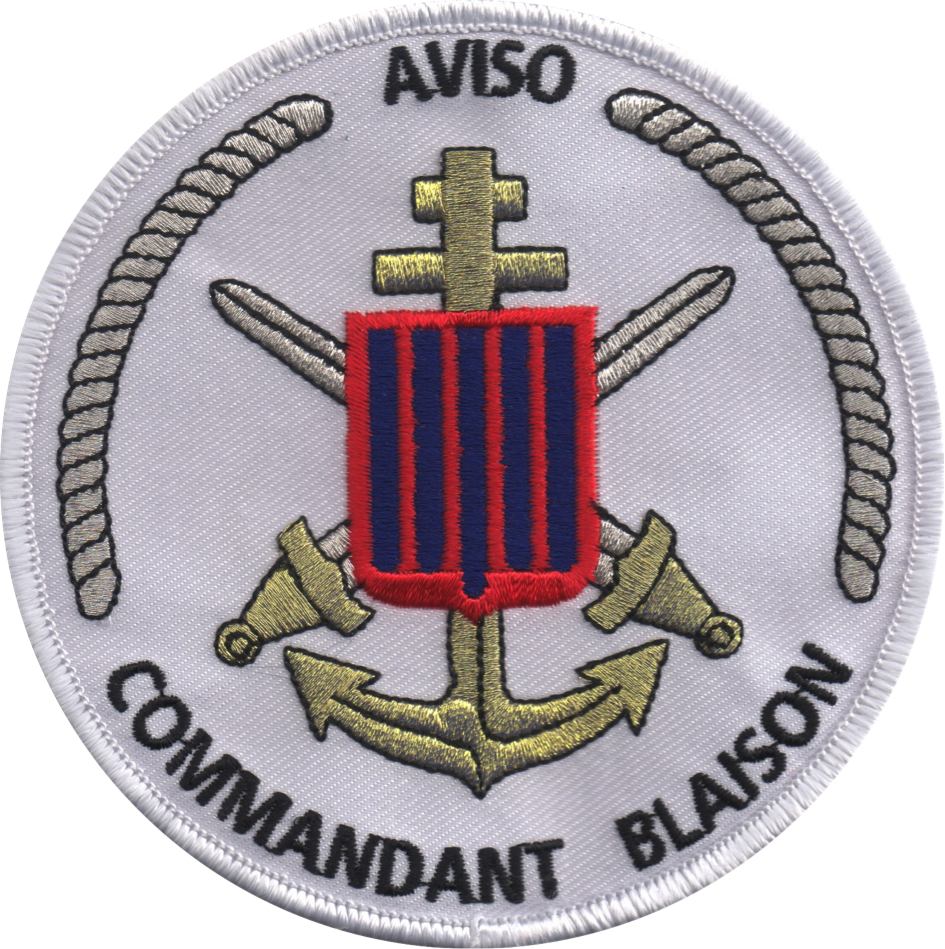
Insigne de l'Aviso Commandant Blaison.

Il a participé à la Mission Corymbe, un dispositif naval visant à assurer la présence permanente d'un bâtiment dans le Golfe de Guinée et au large des côtes d'Afrique de l'Ouest.
En 2024 il participe à l’exercice de lutte anti sous-marine Merlin, organisé par la Suède (11-15 novembre) au large de l’île de Gotland, puis à l’exercice OTAN Freezing Winds (21-29 novembre) toujours dans la Mer Baltique, puis à l’exercice multi-domaines Pikne avec l’Estonie (01-15 décembre) encore dans la même région.